# Спасоје Крунић
Спасоје Крунић (Никшић, 23. октобар 1939 — Београд, 5. мај 2020) био је српски архитекта, пројектант, и као активни члан Српског покрета обнове на многим важним функцијама у Граду Београду, Србији и СР Југославији.

## Биографија
Спасоје Крунић је рођен у Никшићу 1939. године, од оца Војислава и мајке Јелене, рођене Кукољ. Основну и средњу школу је завршио у Београду, а дипломирао 1968. године на Архитектонском факултету Универзитета у Београду, где је касније постао предавач и шеф катедре за архитектонско и урбанистичко пројектовање. Био је редовни професор Архитектонског факултета до одласка у пензију 2005. године. Преминуо је 5 маја 2020. године од последица ковида 19. Сахрањен је у Алеји заслужних грађана на Новом гробљу у Београду.

## Каријера архитекте
Почео је као пројектант у Новом Бечеју, где убрзо постаје шеф одсека у стамбено-комуналном предузећу. Затим прелази у Завод за урбанизам у Зрењанину, а следећих 18 година ради у Заводу за изградњу Београда. Радио је као Доцент, ванредни и редовни професор Архитектонског факултета у Београду. Био је члан Савеза архитеката Србије (САС) и Друштва архитеката Београда (ДАБ) од 1968. године, и члан Удружења ликовних уметника примењене уметности и дизајна Србије од 1971. године. 
Стваралачки опус Спасоја Крунића протезао се у више од пет деценија, чиме је обухватио епохе ауторске модерне, постмодерне, хај-тека и неомодерне, наравно са увек присутним личним печатом. Током свог стваралачког опуса узоре је налазио најчешће у својим професорима – Милану Злоковићу, Николи Добровићу, Богдану Богдановићу, али и Френку Лојду Рајту, Јосипу Плечнику, и то никада није сакривао, већ се трудио да их својим делима достигне, и потајно, надмаши.

## Радови
Крунић је пројектовао више од 50 објеката и здања, међу којима су најважнији:
- Спомен – парк у Краљеву
- Командно – оперативни центар МУП-а у Београду, 1983
- Палата „Зора“ на углу Макензијеве и улице Кнегиње Зорке у Београду, 2005
- Пословни објекат у Кнез Михајловој 30, 1995
- Мотел „Корал“ код Ариља, 2003
- Незавршен и делимично руиниран храм Христа Спаса у Приштини, 1993
- Спомен – дом на Равној Гори, 2000
- Прихватилиште за странце у Падинској Скели, 1983
- Галерија слика у Опову, 1970
- Стамбена зграда у Стојана Протића 16, Београд, 2005
- Дом омладине у Меленцима

## Изложбе
Најзначајније изложбе: Салон архитектуре, Београд, 1975; Салон 1982; Салон 1993; Салон 2006; Салон 2008; Москва 1998; Милано 1991; VIIIБијенале светске архитектуре, Венеција 2003; Берлин 2003, Варшава (самостално по позиву САРП-а) 2004; Познањ (самостално) 2005; Париз 2006; X бијенале архитектуре, Праг 2007; Паралеле и контрасти - српска архитектура 1980 – 2005, МПУ, Београд 2007; Нова поетика форме, (самостално по позиву), Централни дом архитеката, Москва 2007.

## Награде
Међу многобројним наградама и признањима која су додељена овом ствараоцу, истичу се:
- Октобарска награда Београда 1984.
- Велика награда Србије за примењену уметност и дизајн 1991.
- „Златни беочуг“ Културно – просветне заједнице Београда 1992.
- Велика награда Савеза архитеката Србије за животно дело 1998.
- Годишња награда Савеза архитеката Србије 2000.
- Награда за животно дело УЛУПУДС-а 2011.
- Признање за архитектонски догађај године Друштва архитеката Београда, 2011
- „Добровићева награда“ Асоцијације српских архитеката, 2013.
- Борбина награда за архитектуру, 1995 и 2000.[6]

Крунићу је 2016. године уручен орден Светог Саве, високо одликовање Синода Српске превославне цркве за несебично залагање на изградњи и обнови храмова и црквених објеката на подручју Београда, посебно у својству председника Грађевинског одбора за уређење храма Светог Марка на Ташмајдану.

## Монографија
О животу, професионалном и педагошком раду професора Спасоја Крунића 2017. године објављена је капитална монографија под насловом „Просторне метафоре“, чији су аутори Љубица Јелисавац Катић, академик Милан Лојаница и професор Владимир Мак. 
Крунић је и сам аутор запажене монографије на српском и енглеском језику, „Есеји о граду“, објављене 2018. године.

## Политичка каријера
Спасоје Крунић је био члан странке Српски покрет обнове један од најближих сарадника Вука Драшковића. Крунић је после победе коалиције „Заједно“ на локалним изборима и тромесечних демонстрација за признавање изборних резултата, као представник СПО, био на челу извршне градске власти у Београду од 1997. до 2000. године. Био је потпредседник прелазне Владе Србије (2000-2001), посланик у скупштинама Србије (1997-2000) и СР Југославије (2000-2004), председник Политичког савета и члан Председништва СПО.